# Geórgios Akriótis
Geórgios Akriótis (en grec Γεώργιος Ακριώτης), né en 1951 à Katheni en Grèce, est un homme politique grec.

## Biographie
Aux élections législatives grecques de janvier 2015, il est élu député au Parlement grec sur la liste de la SYRIZA dans la circonscription d'Eubée.